# Alfredo Zitarrosa
Alfredo Zitarrosa (n. 10 martie 1936, Montevideo, Uruguay - d. 17 ianuarie 1989, Montevideo) a fostun cântăreț, 
compozitor, poet, scriitor și jurnalist în Uruguay, fiind considerat una dintre figurile cele mai marcante ale muzicii populare din țara sa și din toată America latină.

## Biografie
Mama sa naturală, Jesusa Blanca Nieva Iribarne (Blanca) l-a născut la 19 ani în Spitalul Pereira Rossell din Montevideo și a fost înregistrat cu numele de Alfredo Iribarne.
La puțin timp după nașterea sa care a avut loc în circumstanțe speciale, mama sa l-a “dat să fie crescut“ de cuplul format din Carlos Durán, un bărbat care practica diferite meserii, și soției sale Doraissella Carbajal care lucra la Direcția de protecție a copilului. Devenind Alfredo "Pocho" Durán a locuit cu ei în diverse cartiere din Montevideo, înaite de a trăi între 1944 și 1947 în localitatea Santiago Vásquez. În această perioadă a fost de multe ori la țară, aproape de Trinidad, capitala departamentului Flores, de unde era originară mama sa adoptivă. Această experiență din copilărie l-a marcat pentru totdeauna, lucru care se poate observa în repertoriul care se compune în cea mai mare parte din ritmuri și cântece de origine țărănească, în special milonga.
După ce se întoarce pentru scurt timp la Montevideo împreună cu familia sa adoptivă, la începutul adolescenței sale merge să trăiască cu mama sa biologică și cu soțul acesteia, argentinianul Alfredo Nicolás Zitarrosa, de la care va primi și numele. Vor locui și împreună cu sora sa care de abia se născuse în locul cunoscut acum sub numele de Rincón de la Bolsa, la kilometrul 29,5 al vechii rute Colonia, departamentul San José. Stabilit acolo a frecventat cursurile Liceului din Montevideo unde s-a și mutat în prima parte a tinereții sale, trăind mai întâi cu familia Durán și apoi la pensiunea doamnei Ema, situată pe strada Colonia la colț cu Médanos (astăzi cartierul Amorín). După aceea a locuit în faimoasa mansardă a casei care funcționa de asemenea și ca pensiune și care era proprietatea Blancăi Iribarne, mama sa, și care era situată pe strada Yaguarón (astăzi Aquiles Lanza) 1021, în fața pieței care acum poartă numele său și vizavi de Cimitirul Central. A lucrat, printre altele, ca vânzător de mobilă și de abonamente la o societate medicală, ca funcționar și într-o tipografie. Mai târziu își va aminti cu o afecțiune deosebită de primul său angajator, un anume Pachelo, care i-a fost prezentat de unul dintre tovarășii cu care făcea naveta la Motevideo în timpul liceului.
Și-a început cariera artistică în 1954 la radio ca prezentator și animator, autor de librete și prezentator de știri și apoi chiar actor de teatru. A fost de asemenea scriitor, poet și jurnalist pentru revista săptămânală Marcha.
Aflându-se în Peru, forțat de împrejurări și oarecum întâmplător și-a făcut debutul în anul 1964, cântând pentru prima dată pe data de 20 februarie în timpul unui program care se transmitea pe Canal 14 la Panamericana Televisión, începând astfel o carieră neîntreruptă. Zitarrosa își relatează astfel experiența: “Un aveam nici un ban, dar mulți prieteni. Unul dintre ei, César Durand conducea o agenție de publicítate și în mod surprinzător m-a inclus într-un program TV și m-a obligat să cânt. Am interpretat două cântece și am câștigat 50 de dolari. A fost o surpriză pentru mine și acest lucru mi-a permis să fac rost de niște bani…”
Puțin timp după aceea trecând prin Bolivia se întoarse în Uruguay și realiză diferite programe la Radio Altipano în orașul La Paz, debutând apoi în Montevideo prin 1965 în auditoriul SODRE (Serviciul Oficial de Difuziune Radioelectrică). Participarea sa aici i-a servit ca rampă de lansare pentru a fi invitat la începutul anului 1966 la cunoscutul Festival Cosquín din Argentina, unde va reveni și în anul 1985.
S-a impus încă de la început ca una dintre marile voci ale cântecului popular latinoamerican, cu rădăcini clare de stânga și folclorice. A cultivat un stil reținut și masculin, iar vocea sa groasă și tipicul acompaniament de chitară i-au conferit o marcă caracteristică.
A aderat la Frente Amplio, un partid de stânga din Uruguay, lucru care la costat ostracizarea și mai apoi exilul în timpul anilor de dictatură. Cântecele sale au fost interzise în Argentina, Chile și Uruguay în timpul regimurilor dictatoriale care au guvernat aceste tări. Începând cu 9 februarie 1976 a trăit pe rând în Argentina, Spania și Mexic.
După ce a fost ridicată interdicția pusă asupra muzicii sale și a multor altora din Argentina și după Războiul Insulelor Falkland (Războiul Malvinelor) s-a stabilit din nou la Buenos Aires unde a dat trei recitaluri memorabile la Estadio Obras Sanitarias la începutul lunii iulie din anul 1983. La aproximativ un an după aceea s-a întors în țara sa natală unde a avut parte de o primire istorică și grandioasă în ziua de 31 august 1984, zi pe care a descris-o el însuși ca fiind ”experiența cea mai importantă din viața mea”.

## Opera
Dintre melodiile care au avut un mare succes le enumărăm pe următoarele: Doña Soledad, Crece desde el Pie (Crește din picior), Recordándote (Aducându-mi aminte de tine), Stéfanie, Adagio a mi país (Adagio pentru țara mea), Zamba por vos (Zamba pentru tine), El violín del Becho (Vioara lui Becho) și poemul pentru milonga Guitarra negra (chitara neagră).
Administrația din Montevideo i-a acordat în anul 1959 Premiul Municipal de Poezie pentru cartea Explicaciones (Explicații), pe care nu a vrut să o publice niciodată.
În 1988 i-a fost publicată cartea Por si el recuerdo (Dacă îmi amintesc) care conține povestiri scrise în diferite momente din viața sa.